# Phacelia mollis
Phacelia mollis là loài thực vật có hoa trong họ Mồ hôi. Loài này được J.F.Macbr. miêu tả khoa học đầu tiên năm 1917.